# Велики длакави оклопник
Chaetophractus villosus је сисар из реда Cingulata и фамилије Dasypodidae. 

## Угроженост
Ова врста је наведена као последња брига, јер има широко распрострањење и честа је врста.

## Распрострањење
Ареал врсте је ограничен на мањи број држава. 
Врста је присутна у следећим државама: Аргентина, Боливија, Чиле и Парагвај.

## Станиште
Станишта врсте су шуме, саване и травна вегетација. 
Врста је по висини распрострањена од нивоа мора до 1300 метара надморске висине. 